# Клашњица
Клашњица је насељено мјесто у Лици, у општини Удбина, Личко-сењска жупанија, Република Хрватска.

## Географија
Клашњица је удаљена око 28 км сјеверно од Удбине, а од Коренице око 13 км југоисточно.

## Историја
Клашњица се од распада Југославије до августа 1995. године налазила у Републици Српској Крајини. До територијалне реорганизације у Хрватској насеље се налазило у саставу бивше велике општине Кореница.

## Становништво
Према попису из 1991. године, насеље Клашњица је имала 18 становника, и сви су били српске националности. Према попису становништва из 2001. године, Клашњица је имала 3 становника. Клашњица је према попису из 2011. године имала 3 становника.
| Националност       | 1991. | 1981. | 1971. | 1961. |
| Срби               | 18    | 21    | 33    | 76    |
| Хрвати             |       |       |       | 1     |
| остали и непознато |       |       | 1     | 2     |
| Укупно             | 18    | 21    | 34    | 79    |

| Демографија | Демографија | Демографија |
| Година      | Становника  | Становника  |
| ----------- | ----------- | ----------- |
| 1961.       | 79          |             |
| 1971.       | 34          |             |
| 1981.       | 21          |             |
| 1991.       | 18          |             |
| 2001.       | 3           |             |
| 2011.       |             | 3           |